# Нерчинский хребет
Не́рчинский хребе́т — горный хребет в Забайкальском крае России, расположенный на юго-востоке Забайкалья, в левобережье Аргуни. Протягивается от истока реки Уров до государственной границы с Монголией.
Нерчинский хребет представляет собой низкогорье с пологими склонами и широкими уплощёнными вершинами. Длина хребта составляет 240 км. Преобладающие высоты — 900—1200 м, максимальная достигает 1477 м (гора Кедровник).
В северо-восточной, приподнятой части хребет покрыт лиственничными лесами с горными лугами; в центральной преобладают лесостепи; в юго-западной, пониженной части чередуются пижмовые степи и берёзовые леса.
Хребет сложен в основном породами позднепалеозойского и мезозойского возрастов: гранитами, угленосными алевролитами, а также песчаниками и конгломератами. Имеются месторождения полиметаллических и урановых руд.

## Топографические карты
- Лист карты M-50-XI Калга. Масштаб: 1 : 200 000. Указать дату выпуска/состояния местности.
- Лист карты M-50-XVI Кличка. Масштаб: 1 : 200 000. Указать дату выпуска/состояния местности.
- Лист карты M-50-XV Борзя. Масштаб: 1 : 200 000. Указать дату выпуска/состояния местности.